# بارب هيغينز
بارب هيغينز هي صحفية كندية، ولدت في 21 سبتمبر 1962 في إدمونتون في كندا.

## وصلات خارجية
- الموقع الرسمي